# Galaxy Express 999 - The Movie
Galaxy Express 999 - The Movie (銀河鉄道999?, Ginga Tetsudo 999), lett. Ferrovia Galattica 999, è un film d'animazione del 1979 diretto da Rintarō.
La pellicola è la trasposizione cinematografica della serie televisiva di fantascienza Galaxy Express 999 di Leiji Matsumoto.

## Trama
In un lontano futuro, l'evoluzione della tecnologia ha consentito la creazione di una rete ferroviaria interstellare che collega tutti i principali pianeti civilizzati; inoltre è possibile sostituire parti del corpo umano con elementi meccanici che permettono la vita eterna a chi se lo può permettere. I poveri invece non possono permettersi né un corpo meccanico né la possibilità di emigrare su altri pianeti per cercare fortuna a causa dei prezzi proibitivi dei biglietti dei treni spaziali e sono perciò costretti a una vita di stenti. Masai (Tetsuro Hoshino nella versione originale) è un ragazzino orfano che vive nei bassifondi di Megalopolis, la futuristica capitale della Terra; desidera recarsi sul pianeta Andromeda dove ha saputo che è possibile ottenere gratuitamente un corpo meccanico, per diventare immortale e soprattutto per vendicare la morte della madre, uccisa dal crudele Conte Meccanico. Tetsuro ruba un biglietto per salire a bordo del Galaxy Express 999, il treno che fa servizio tra la Terra e Andromeda, ma è costretto a scappare per evitare di essere catturato dalla polizia; ormai esausto, viene tratto in salvo all'ultimo secondo da una misteriosa ragazza dai lunghissimi capelli biondi e somigliante in modo impressionante alla sua defunta madre.
La ragazza porta Tetsuro in un albergo dove scopre le ragioni che l'hanno spinto a rubare il biglietto. La ragazza si chiama Maetel (Maisha nella versione italiana) e restituisce a Tetsuro un ciondolo da lui perduto durante la fuga donatogli dalla madre prima di morire e gli offre un biglietto per il treno in cambio della propria compagnia durante il viaggio; Tetsuro accetta e quella stessa notte i due partono. La prima fermata è Titano, un satellite di Saturno colonizzato e reso abitabile dai terrestri. All'uscita dalla stazione, Maetel viene rapita da una banda di briganti. Il ragazzo è determinato a salvare Maetel che scopre essere tenuta prigioniera nella Valle dell'Uva; una donna gli dona una pistola e degli indumenti appartenuti al figlio (Tochiro Oyama) per aiutarlo nell'impresa. Giunto a destinazione, Tetsuro salva una bambina dall'aggressione da parte di un uomo meccanico e fa la conoscenza di Antares, il capo dei banditi della Valle dell'Uva. Antares, colpito dal gesto di Tetsuro, lo conduce alla gigantesca caverna che usa come base e come rifugio per tutti quei bambini che hanno perso la famiglia a causa del Conte Meccanico. Antares aveva aggredito Maetel perché l'aveva scambiata per un essere meccanico; appurato che sia lei che Tetsuro sono umani e scoperto che l'obbiettivo di Tetsuro è proprio eliminare il Conte Meccanico, Antares congeda i due con una preziosa informazione: il Conte Meccanico risiede in un palazzo noto come il “Castello del Tempo”, ma solo la piratessa spaziale Esmeralda sa dove si trova.
La tappa successiva del 999 è il gelido pianeta Plutone, ai confini del Sistema Solare. Tetsuro scopre, non lontano dalla stazione, una sorta di gigantesco cimitero dove, sepolti nel ghiaccio, si trovano i corpi di tutti coloro che hanno preferito abbandonarlo per diventare esseri meccanici (e dove si reca anche Maetel). Il ragazzo fa anche la conoscenza di Shadow, una donna meccanica e custode del cimitero, che rimpiange amaramente di aver rinunciato alla propria umanità. Shadow, resa folle dalla solitudine a cui è costretta, cerca di trattenere con sé Tetsuro, ma l'intervento di Maetel, che rimprovera aspramente la donna meccanica, salva la situazione. Tetsuro e Maetel ripartono sul 999, ma l'incontro con Shadow ha turbato profondamente il ragazzo, che inizia a dubitare che l'immortalità da lui tanto desiderata porti davvero alla felicità. Maetel rivela infine che i corpi che sono sepolti dentro al ghiaccio sono si, di persone che hanno voluto un corpo meccanico, per essere immortali, ma esse hanno ancora la libera scelta di tornare su Plutone, per ritornare umani, ed è convinta che prima o poi tutti torneranno. Anche Shadow possiede il proprio corpo, ma teme di invecchiare e deperire e al tempo stesso, non sopporta l'immortalità di un corpo meccanico, causandole un conflitto interiore.
Il viaggio prosegue, e Tetsuro e Maetel fanno la conoscenza di Claire, una cameriera costretta in un corpo di cristallo dalla madre vanitosa. Successivamente, il 999 incrocia la rotta della Queen Esmeralda, la nave della piratessa spaziale Esmeralda, sorella di Maetel; Tetsuro, avendola riconosciuta, spara un colpo con la pistola verso la sua nave per attirare la sua attenzione ed Esmeralda, per tutta risposta, assale il treno. La piratessa sale a bordo e si prepara ad uccidere Tetsuro per fargli scontare l'oltraggio, ma il peggio viene evitato ancora una volta da Maetel, che rivela di conoscere molto bene Esmeralda. Dopo le dovute spiegazioni, Esmeralda fornisce a Tetsuro l'informazione da lui cercata: il Castello del Tempo si trova sul pianeta Heavy Melder (il "Raccordo Commerciale", crocevia di tutte le principali linee ferroviarie spaziali), la successiva fermata del 999.
Su Heavy Melder, Tetsuro cerca in un locale malfamato informazioni su dove si trovi il Castello del Tempo. Il barista lo indirizza da un misterioso individuo che vive nel relitto di un'astronave; questi è Tochiro Oyama. Tochiro, ammalato e in punto di morte, rivela al ragazzo l'esatta ubicazione del Castello del Tempo, ma in cambio gli fa azionare un meccanismo che fa diventare la coscienza di Tochiro un tutt'uno con l'astronave Arcadia, la nave del suo vecchio amico Capitan Harlock. Tetsuro seppellisce le spoglie di Tochiro e subito dopo viene aggredito e derubato della pistola da tre loschi figuri che l'hanno pedinato; proprio Capitan Harlock, però, interviene in difesa del ragazzo e recupera per lui la pistola per ringraziarlo di quanto ha fatto per Tochiro.
Tetsuro si reca al Castello del Tempo, dove tra i vari “trofei” del Conte Meccanico trova il corpo della madre. Il ragazzo incontra il Conte Meccanico e ingaggia con lui un duello all'ultimo sangue, riuscendo infine ad ucciderlo con l'aiuto di Antares, che si sacrifica dopo aver avvertito Tetsuro di non fidarsi di Maetel. Luz, una donna meccanica che vive al Castello e che, come Shadow, rimpiange la propria umanità perduta, attiva un dispositivo che sposta il Castello del Tempo ed il proprio stesso corpo nel futuro ad una tale velocità da provocarne l'immediato arrugginimento e dissolvimento. Tetsuro riesce a fuggire appena in tempo; ricongiuntosi con Maetel e Capitan Harlock, rivela loro di aver compreso che la vita dell'uomo ha valore proprio perché destinata prima o poi a spegnersi e si prefigge un nuovo obbiettivo: cancellare per sempre la meccanizzazione, in modo che nessun altro commetta l'errore di condannarsi ad un'immortalità senza gioia né scopo.
Il 999 raggiunge finalmente il capolinea: il Pianeta Meccanico, il cui vero nome è Maetel. Alla stazione, Tetsuro e Maetel vengono fermati da un manipolo di soldati meccanici che accolgono Maetel quale loro principessa e informano Tetsuro di quale sarà il suo destino ora: essere trasformato in un bullone e diventare parte dei meccanismi del pianeta. Tetsuro, furibondo, capisce che Maetel lo ha ingannato e la schiaffeggia, per poi essere portato via dalle guardie. Il ragazzo è destinato a essere meccanizzato al cospetto della regina Prometheum, madre di Maetel, ma la stessa Maetel interrompe il processo, svelando il proprio vero obbiettivo: porre fine all'impero meccanico di Prometheum grazie alle anime di tutti coloro che, offrendosi volontariamente alla meccanizzazione, ella ha precedentemente condotto sul Pianeta Meccanico affinché si infiltrassero nei suoi meccanismi per sabotarlo. Maetel, inoltre, possiede un ciondolo che in verità è una capsula energetica contenente l'anima di suo padre, il dottor Ban: questi aveva individuato in Tetsuro un potenziale nuovo elemento da infiltrare e aveva ordinato a Maetel di condurlo sul Pianeta Meccanico (una conversazione di cui Tetsuro ha ascoltato involontariamente una parte a Megalopolis, al momento del proprio risveglio in albergo dopo essere stato aiutato da Maetel). Ora che il piano di Ban e Maetel è stato svelato, non rimane altro da fare che scagliare la capsula energetica nel nucleo del Pianeta Meccanico, così da reagire con le componenti dei volontari infiltrate da Maetel e provocare una reazione a catena che causerà l'esplosione del pianeta. Maetel, però, non ne ha il coraggio e così è Tetsuro a lanciare la capsula; Tetsuro e Maetel fuggono verso il 999 mentre le corazzate di Capitan Harlock ed Esmeralda bombardano il Pianeta Meccanico per accelerarne la distruzione e permettere ai due di salvarsi.
Durante la fuga, Maetel svela a Tetsuro il proprio segreto: la sua anima è in grado di incarnarsi in un corpo differente ogni volta che quello attuale si deteriora, consentendole di vivere per sempre. La sua attuale incarnazione è un clone della madre di Tetsuro, spiegando la sua estrema somiglianza con quest'ultima; quando invecchierà, l'anima di Maetel cambierà corpo, assumendo nuove sembianze.
Raggiunto il treno, Tetsuro e Maetel vengono aggrediti da Prometheum, furibonda e decisa a vendicarsi di entrambi; Claire si sacrifica autodistruggendosi per generare un'esplosione che spazza via Prometheum. Il Capotreno, in memoria della coraggiosa ragazza, ne sparge i frammenti nello spazio, mentre il Pianeta Meccanico esplode. Harlock ed Esmeralda salutano Tetsuro e Maetel e il Galaxy Express 999 prende la rotta per la Terra.
A Megalopolis, sulla Terra, Tetsuro e Maetel si dicono addio e la ragazza riparte diretta su Plutone, dov'è sepolto il proprio vero corpo.

## Personaggi
Tetsuro Oshino

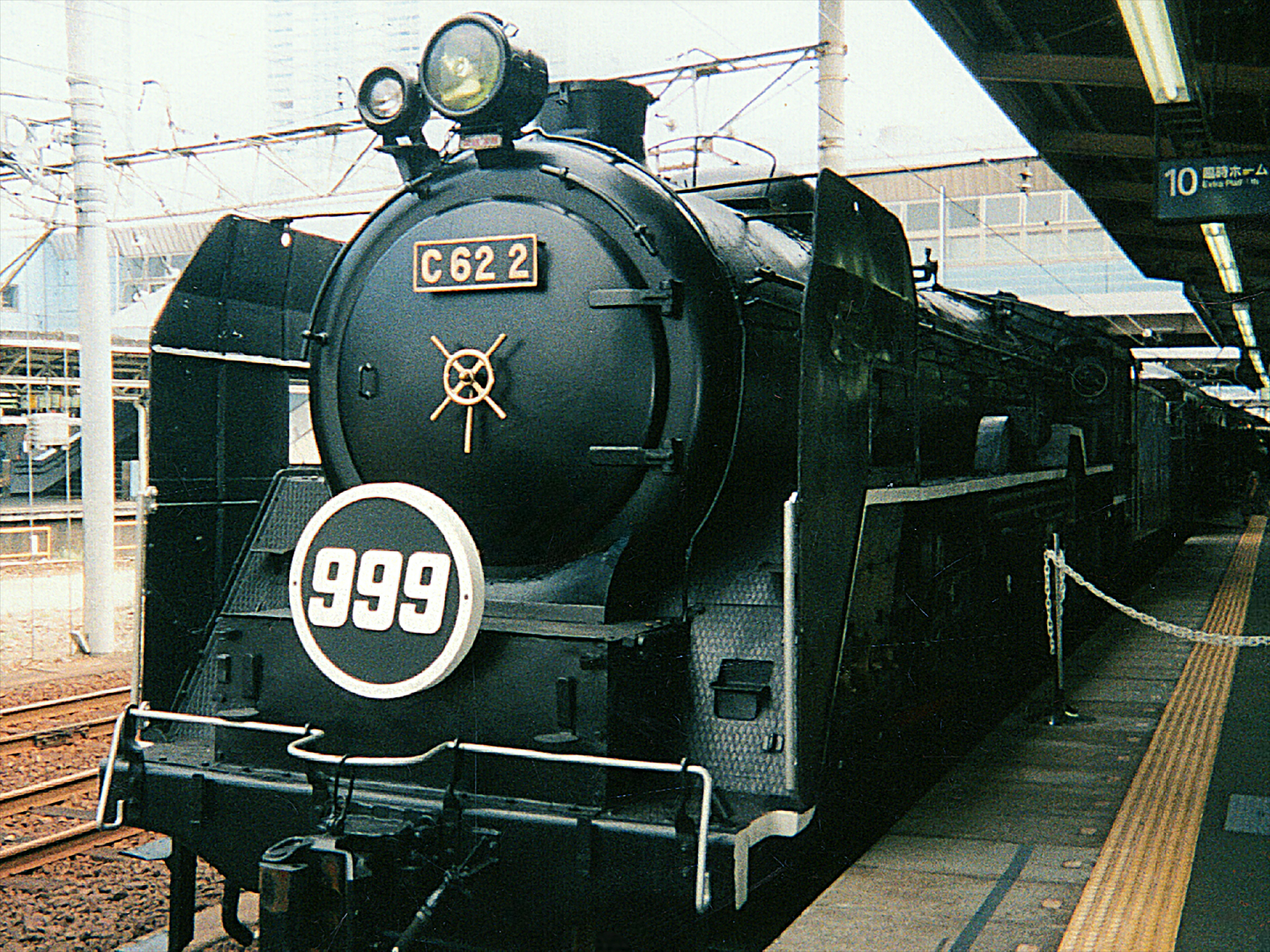
Locomotiva a vapore C-62 delle ferrovie giapponesi

È un ragazzo orfano di circa dieci anni che vive nei bassifondi della città di Megalopolis; molto sveglio, ma spesso avventato, sogna di avere un corpo meccanico (promesso alla madre in punto di morte) e di diventare un viaggiatore dello spazio come Capitan Harlock.
Maetel
Affascinante ed enigmatica ragazza dai lunghissimi capelli biondi, è la compagna di viaggio di Tetsuro. È taciturna e molto misteriosa, ma anche aggraziata e cordiale. È immortale, pur non essendo meccanica, e ciò le ha consentito di acquisire nel corso degli anni una conoscenza senza pari di tutti i mondi civilizzati.
Il Capotreno
È il controllore del Galaxy Express, nonché uno degli unici due membri del personale conosciuti (l'altro è Claire, la cameriera del vagone ristorante). È un personaggio buffo e molto pignolo. Si tratta presumibilmente di un essere non umano, poiché il suo corpo è completamente invisibile sotto la divisa (solo quando indossa il cappello è possibile intravedere gli occhi, che appaiono come due punti luminosi).
Claire
È la cameriera del vagone ristorante del Galaxy Express, imprigionata in un corpo di cristallo per volere della madre. Lavora sul Galaxy Express per poter guadagnare il denaro necessario a ricomprare il proprio vero corpo, custodito in una tomba di ghiaccio su Plutone. È una ragazza dolce e molto timida ed ha un debole per Tetsuro.
Antares
È un bandito umano che vive su Titano, in una gigantesca caverna dove si prende cura di tutti i bambini che hanno perso i genitori a causa del crudele Conte Meccanico.
Shadow
È la custode delle tombe di ghiaccio di Plutone. È una donna meccanica, ma rimpiange amaramente la propria esistenza da essere umano e conserva gelosamente il proprio vecchio corpo, nel quale non ha però il coraggio di rientrare. Ha scelto di non avere un volto al momento di diventare meccanica perché ritiene che nessun viso artificiale possa eguagliare la bellezza del proprio vero viso.
Esmeralda
È una piratessa spaziale, amica di Maetel e innamorata di Tochiro Oyama. Fornisce a Tetsuro l'ubicazione del covo del Conte Meccanico ed in seguito lo aiuta a distruggere il pianeta della regina Andromeda per ringraziarlo di quanto ha fatto per Tochiro.
Tochiro Oyama
È un ometto piccolo e buffo, ma è un geniale ingegnere spaziale. È il migliore amico di Capitan Harlock ed è innamorato, ricambiato, di Esmeralda. Si è ammalato gravemente in seguito ai suoi molti viaggi nello spazio e si è ritirato sul pianeta Heavy Melder per morire; grazie a Tetsuro, riuscirà a far diventare la propria coscienza parte dell'astronave Arcadia, il vascello di Capitan Harlock, in modo da poter continuare a viaggiare al fianco dell'amico.
Capitan Harlock
È un pirata spaziale, al pari di Esmeralda, come lei forte e valoroso, sebbene apparentemente privo di sentimenti. Anche lui si schiererà al fianco di Tetsuro per ricambiare l'aiuto che il ragazzo ha dato all'amico Tochiro.
Conte Meccanico
È un uomo meccanico con la macabra e crudele passione di cacciare gli esseri umani per poi esporre i loro corpi come trofei, ed è l'assassino della madre di Tetsuro, che vuole ucciderlo per vendicarsi. Tochiro Oyama lo descrive come un individuo cortese e amabile nella sua vita da umano che si è lasciato viziare dai privilegi dell'immortalità dopo aver acquisito un corpo meccanico.
Luz
È una donna che fa parte del seguito del Conte Meccanico, che l'ha convinta a meccanizzarsi. Lavora come cantante e chitarrista in un bar di Heavy Melder. Anche lei, come Shadow, rimpiange la propria umanità perduta e proprio per questo alla fine tradirà il Conte Meccanico.
Regina Andromeda Prometheum
È la regina dei mille anni, madre di Maetel ed è la sovrana dell'impero meccanizzato. È una donna completamente priva di sentimenti ed è intenzionata a meccanizzare l'intero universo per potervi regnare incontrastata.

## Differenze con la serie televisiva
- Nel doppiaggio italiano del film i personaggi mantengono i loro nomi originali; nella serie TV, invece, Tetsuro Oshino diventa Masai Oshino e Maetel diventa Maisha Hikoshino (cognome comparso unicamente nell'episodio 99 dell'anime). Altri esempi sono Antares, Shadow ed Esmeralda, nella serie TV ribattezzati rispettivamente Antalius, Ombra ed Emeralda;
- Nella serie TV Masai/Tetsuro è un bambino piccolo di circa sei anni. Nel film sembra averne almeno una decina;
- il Capotreno è co-protagonista nella serie TV, mentre qui è un personaggio secondario;
- Nella serie TV, Claire, la cameriera del 999 dal corpo di cristallo, si autodistrugge per salvare Masai/Tetsuro da un mostro; nel film, Claire si sacrifica per uccidere la regina Prometheum;
- Tochiro Oyama non compare nella serie TV;
- Nella serie TV, Capitan Harlock ed Esmeralda sono protagonisti ciascuno di un episodio (in entrambi i casi si tratta di malvagi doppioni artificiali con il ruolo di antagonisti); nel film, sono entrambi alleati di Tetsuro ed hanno un ruolo solo secondario. Inoltre, nella serie TV, Esmeralda è debilitata da una misteriosa malattia, mentre nel film è in perfetta salute;
- Nella serie TV, il Conte Meccanico è ribattezzato Duca Meccanico e viene ucciso da Masai/Tetsuro sulla Terra nel primo episodio. Sempre nella serie TV, inoltre, il Castello del Tempo non è la dimora del Conte Meccanico e sembra appartenere invece a Capitan Harlock;
- Nella serie TV, la madre di Tetsuro viene uccisa nel primo episodio e Masai/Tetsuro viene salvato da Maisha/Maetel subito dopo. Il furto del biglietto e il rilevatore di sogni compaiono solo nel film. Il tutto, inoltre, avviene nel corso di una tormenta di neve, invece nel film Tetsuro incontra Maetel per la prima volta alla stazione di Megalopolis e l'uccisione della madre è avvenuta anni prima;
- Nella serie TV, Masai/Tetsuro e Maisha/Maetel visitano più di cento pianeti, mentre nel film solamente quattro;
- Nella serie TV, Masai/Tetsuro e Maisha/Maetel distruggono Andromeda da soli, senza alcun aiuto da parte di Esmeralda e Harlock;
- Nella serie TV, Antares/Antalius non ha nulla a che fare con i banditi di Titano e vive su un asteroide; sempre nella serie TV, inoltre, Antares assale il Galaxy Express e pare infatuato di Maisha/Maetel;
- Nella serie TV, dopo la distruzione di Andromeda, Maisha/Maetel abbandona Masai/Tetsuro per stare accanto ad un altro viaggiatore bambino; nel film, Maetel accompagna Tetsuro fino a Megalopolis e riparte per riprendersi il proprio corpo su Plutone.